# Woodbridge (Virginia)
Woodbridge ist eine Gemeinde (Census Designated Place) im Norden des US-Bundesstaats Virginia. Das U.S. Census Bureau hat bei der Volkszählung 2020 eine Einwohnerzahl von 44.668 ermittelt.
Woodbridge liegt im Prince William County etwa 20 Meilen (32 km) von Washington, D.C. und erstreckt sie sich über eine Fläche von 28 km².
Die Stadt liegt an der Belmont Bay. Das Einkaufszentrum Potomac Mills Mall, das größte Einkaufszentrum der Region mit mehr als 200 Geschäften, ist über den High Way 95 zu erreichen.

## Bekannte Söhne und Töchter der Stadt
- Dexter McDougle (* 1991), American-Football-Spieler
- Shaboozey (* 1995), Musiker, Singer-Songwriter, Filmemacher und Musikproduzent
- Tommy Richman (* 2000), Sänger und Songwriter